# L'Injuste Condamnation
Pour plus de détails, voir Fiche technique et Distribution.
L'Injuste Condamnation (L'ingiusta condanna) est un drame psychologique italien de Giuseppe Masini sorti en 1952.

## Synopsis
Dans la Maremme, un médecin qui se consacre à la recherche scientifique tombe amoureux d'Anna, la fille d'un chimiste qui n'approuve pas cette relation. Il est aussi courtisé par d'autres femmes, parmi lesquelles Barbara s'avère être la plus entreprenante. Pendant ce temps, Anna se fiance à un autre homme et le jeune médecin commence à souffrir. Lorsqu'une épidémie de paludisme se déclare, le scientifique est accusé de ne pas penser à guérir les habitants afin de poursuivre ses expériences scientifiques, il est jugé et se retrouve en prison. 

## Fiche technique
- Titre français : L'Injuste Condamnation[1]
- Titre original italien : L'ingiusta condanna[2]
- Réalisateur : Giuseppe Masini
- Scénario : Siro Angeli (it), Giuseppe Masini, Rodolfo Gentile, Luigi Giacosi
- Photographie : Augusto Tiezzi
- Montage : Otello Colangeli
- Musique : Alessandro Cicognini
- Décors : Massimiliano Capriccioli
- Production : Luigi Nannerini
- Sociétés de production : Electron Film
- Pays de production :  Italie
- Langue originale : italien
- Format : Noir et blanc - 1,37:1 - Son mono - 35 mm
- Durée : 95 minutes
- Genre : Drame psychologique
- Dates de sortie :
  - Italie : 28 novembre 1952
  - France : 12 septembre 1956

## Distribution
- Rossano Brazzi : Carlo Rocchi
- Gaby André : Anna Valli
- Elvy Lissiak : Barbara Soldani
- Umberto Sacripante : Dante
- Mino Doro : l'archéologue
- Sergio Tofano : Professeur Valli
- Fedele Gentile : Ferri
- Amedeo Trilli : le maire
- Gianna Segale : Gianna
- Guido Riccioli : une hôtesse d'accueil
- Nanda Primavera : une hôtesse d'accueil
- Ubaldo Lay : Andrea
- Enzo Staiola :
- Celeste Aida Zanchi :
- Renato Malavasi :
- Filippo Scelzo :
- Diana Lante :
- Franco Jamonte :